# Adelophryne mucronatus
Az Adelophryne mucronatus a kétéltűek (Amphibia) osztályába, a békák (Anura) rendjébe és az Eleutherodactylidae családjába tartozó faj.

## Előfordulása
A faj Brazília endemikus faja. Brazília Bahia államában,  Itacaré, Ilhéus és Una települések környékén honos.